# Bocca di Vezzu
La Bocca di Vezzu (in francese chiamato talvolta Col di Vezzo) è un passo che collega i due versanti di San Fiorenzo con Isola Rossa in Corsica.
Il passo è di alto valore paesaggistico perché attraversa il Deserto delle Agriate che è l'unico tratto della Corsica dove non è presente alcuna litoranea.